# Region soudržnosti Severozápad
Severozápad je region soudržnosti v Česku. Jedná se o statistickou oblast Eurostatu úrovně NUTS 2. Jeho území je tvořeno Ústeckým krajem a Karlovarským krajem.
Oblast má rozlohu 8 649 km² a na jejím území žije přibližně 1,11 milionu obyvatel.

## Členění regionu
| (CZ-)NUTS 2                                                         | (CZ-)NUTS 2                 | NUTS 3           | NUTS 3 | LAU 1                | LAU 1  |
| region soudržnosti                                                  | kód                         | kraj             | kód    | okres                | kód    |
| ------------------------------------------------------------------- | --------------------------- | ---------------- | ------ | -------------------- | ------ |
| Severozápad                                                         | CZ04                        | Karlovarský kraj | CZ041  | Okres Cheb           | CZ0411 |
| Severozápad                                                         | CZ04                        | Karlovarský kraj | CZ041  | Okres Karlovy Vary   | CZ0412 |
| Severozápad                                                         | CZ04                        | Karlovarský kraj | CZ041  | Okres Sokolov        | CZ0413 |
| Severozápad                                                         | CZ04                        | Ústecký kraj     | CZ042  | Okres Děčín          | CZ0421 |
| Severozápad                                                         | CZ04                        | Ústecký kraj     | CZ042  | Okres Chomutov       | CZ0422 |
| Severozápad                                                         | CZ04                        | Ústecký kraj     | CZ042  | Okres Litoměřice     | CZ0423 |
| Severozápad                                                         | CZ04                        | Ústecký kraj     | CZ042  | Okres Louny          | CZ0424 |
| Severozápad                                                         | CZ04                        | Ústecký kraj     | CZ042  | Okres Most           | CZ0425 |
| Severozápad                                                         | CZ04                        | Ústecký kraj     | CZ042  | Okres Teplice        | CZ0426 |
| Severozápad                                                         | CZ04                        | Ústecký kraj     | CZ042  | Okres Ústí nad Labem | CZ0427 |
| \| Region soudržnosti Severozápad \| LAU 1 v oblasti Severozápad \| |                             |                  |        |                      |        |
| Region soudržnosti Severozápad                                      | LAU 1 v oblasti Severozápad |                  |        |                      |        |